# Metró (film)
A Metró (eredeti cím: Subway) egy 1985-ben bemutatott francia film Luc Besson rendezésében, Isabelle Adjani és Christopher Lambert főszereplésével. Az 1986-os César-díjon 13 jelölést kapott a film, melyből 3 díjat el is nyert: a látványtervekért a magyar származású Alexandre Trauner harmadszor kapta meg a legjobb díszletért járó Césart.

## Cselekménye
|  | Alább a cselekmény részletei következnek! |

Piszkos kis üzelmei miatt Frednek (Christopher Lambert) menekülnie kell. A párizsi metró alagútrendszere ideális búvóhelynek ígérkezik. Ebben az első pillantásra brutális és szürreális világban – ahova csak a neon fénye jut el, és ahol a legkülönfélébb emberek, különcök, piti bűnözők, hajléktalanok, alkoholisták lelnek menedéket – számos barátja akad. Fred rájuk is gondol, amikor álmodozni kezd: azt tervezi, hogy társaival közösen sikeres zenekart alakít és arról ábrándozik, hogy feleségül veszi Helenát (Isabelle Adjani); a lányt, akit korábban meglopott és megzsarolt.
|  | Itt a vége a cselekmény részletezésének! |

## Szereplők
| Szereplő             | Színész               | Magyar hang          |
| -------------------- | --------------------- | -------------------- |
| Héléna               | Isabelle Adjani       | Antal Olga           |
| Fred                 | Christopher Lambert   | Stohl András         |
| Gesberg felügyelő    | Michel Galabru        | Szabó Ottó           |
| A virágárus          | Richard Bohringer     | Felföldi László      |
| Roller, a görkoris   | Jean-Hugues Anglade   | Reisenbüchler Sándor |
| A dobos              | Jean Reno             | Orosz István         |
| Az állomásfőnök      | Jean Bouise           | Kun Vilmos           |
| Batman felügyelő     | Jean-Pierre Bacri     | Cs. Németh Lajos     |
| Robin                | Jean-Claude Lecas     | Győri Péter          |
| Jean                 | Pierre-Ange Le Pogam  | Holl Nándor          |
| Nagy Bill            | Christian Gomba       | Halmágyi Sándor      |
| Héléna férje         | Constantin Alexandrov | Harmath Imre         |
| A prefektus          | Bernard Pollak        | Melis Gábor          |
| A bárpincér          | Eric Proville         | Varga Tamás          |
| A prefektus felesége | Isabelle Sadoyan      | ?                    |
| A prefektus lánya    | Brigitte Chamarande   | ?                    |
| A basszusgitáros     | Eric Serra            | ?                    |
| Az énekes            | Arthur Simms          | ?                    |
| A gitáros            | Michel D’Oz           | ?                    |
| A szaxofonos         | Alain Guillard        | ?                    |
| Az ütőhangszeres     | Jimmy Blanche         | ?                    |
| Az eladó             | Benoît Régent         | ?                    |

## Érdekességek
- A Metró a harmadik legnézettebb francia film volt Franciaországban az 1986-os évben Három férfi, egy mózeskosár és A betörés nagymestere után. A költségvetése 2,6 millió dollár, és a bevétele több mint 22 millió dollár.
- Jean Reno és Luc Besson második közös filmje. Együtt dolgoztak még az Élethalálharc (1983), A nagy kékség (1988), a Nikita (1990) és a Léon, a profi (1994) című filmeken is.
- A filmzene album több mint százezer példányban kelt el Franciaországban.
- Luc Besson cameózott a filmben, egy metrókocsi vezetőt játszott.[2]

## Díjak és jelölések
Díjak
- 1986-os César-díj – legjobb színész: Christopher Lambert
- 1986-os César-díj – legjobb hang: Luc Perini, Harald Maury, Harrick Maury és Gérard Lamps
- 1986-os César-díj – legjobb díszlet: Alexandre Trauner

Jelölések
- 1986-os César-díj – legjobb film
- 1986-os César-díj – legjobb rendező: Luc Besson
- 1986-os César-díj – legjobb színésznő: Isabelle Adjani
- 1986-os César-díj – legjobb mellékszereplő színész: Michel Galabru, Jean-Hugues Anglade és Jean-Pierre Bacri
- 1986-os César-díj – legjobb operatőr: Carlo Varini
- 1986-os César-díj – legjobb vágás: legjobb vágás
- 1986-os César-díj – legjobb filmzene: Éric Serra
- 1986-os César-díj – legjobb plakát: Bernard Bernhardt